# 借钱局
借錢局，又名因利局，中國清末民初時的慈善組織。借錢局最初出现于1876年的扬州，是以借贷现金方式救助贫民的新型慈善组织，一度引起全国反响，各地纷纷仿行。1889年，有人將借錢局辦法上奏清廷，要求普遍推行。由於清廷持否定態度，借錢局的熱潮不再，但并未销声匿迹。清末新政時，借錢局再度興起，至民國年間，被政府實施的社會保障體系所吸納。